# Rua Dona Tomázia Perdigão
A Rua Dona Tomázia Perdigão é uma importante via localizada na "Cidade Velha", bairro da capital do Pará. Entre os imóveis localizados na via, encontra-se o famoso Solar do Barão do Guajará, contendo raros azulejos portugueses.
Esta rua é uma referência a Tomázia Perdigão, mãe de Paulo Maria e Marcelino Manoel Perdigão, ambos figuras destacadas da Câmara Municipal de Belém, no período da Cabanagem.
Até 13 de agosto de 1895, essa via era reconhecida como Rua Ilharga do Palácio.